# هادي صالح
هادي صالح (1949 - 4 يناير 2005) هو نقابي وسياسي عراقي ولد في الناصرية في العراق، كان السكرتير الدولي لاتحاد نقابات العمال العراقي.

## حياته
كان منخرطًا في النقابات العمالية العراقية طوال معظم حياته ، وحُكم عليه بالإعدام في عام 1969 بسبب مشاركته في نقابات مستقلة بعد انقلاب الذي قام به حزب البعث عام 1968. وقضى خمس سنوات في السجن قبل تخفيف العقوبة ، وهرب إلى السويد حيث عاش كلاجئ حتى بعد غزو العراق عام 2003.
أثناء وجوده في السويد ، ساعد صالح في تشكيل الحركة النقابية الديمقراطية العمالية ، وهي منظمة سرية في العراق.
بعد عودته إلى العراق ، ساهم في تأسيس الاتحاد العراقي لنقابات العمال في مايو 2003 ، وانتخب عضوا في لجنته التنفيذية.

في 4 كانون الثاني (يناير) 2005 ، تم اقتحام منزله في بغداد وتعرض للتعذيب والقتل على أيدي المتمردين العراقيين. وقد قيل أن القتل يحمل بصمات أجهزة الأمن العراقية السابقة ، وأنه كان يهدف إلى تقويض نمو الحركة النقابية العراقية.